# 미나리냉이
미나리냉이는 배추과에 딸린 여러해살이풀이다. 한반도, 중국, 일본, 시베리아, 러시아 극동부에 분포한다.

## 생태
산이나 골짜기, 개울가, 숲 변두리 그늘진 곳에서 자란다. 줄기는 높이 50cm까지 자라며 곧게 선다. 윗부분에서 가지가 갈라지고 전체에 부드러운 털이 난다. 잎은 어긋나며 작은 잎이 5~7개인 깃꼴겹잎이고, 잎자루가 길이 15cm 정도로 길다. 작은 잎은 끝이 뾰족하고 가장자리에 불규칙한 톱니가 있다. 꽃은 4~7월에 피며 줄기와 가지 끝 총상꽃차례에 달린다. 꽃받침 조각과 꽃잎이 4장씩 달리고 꽃잎은 길이 8~10mm쯤 되는데 꽃받침보다 2배 또는 그 이상 길며 거꿀달걀꼴이다. 열매는 길이 2cm쯤 되는 장각과(긴뿔열매)이다. 7~8월에 익는데 2개로 갈라져 길이 2mm쯤 되는 달걀 모양의 씨가 나온다.

## 사진

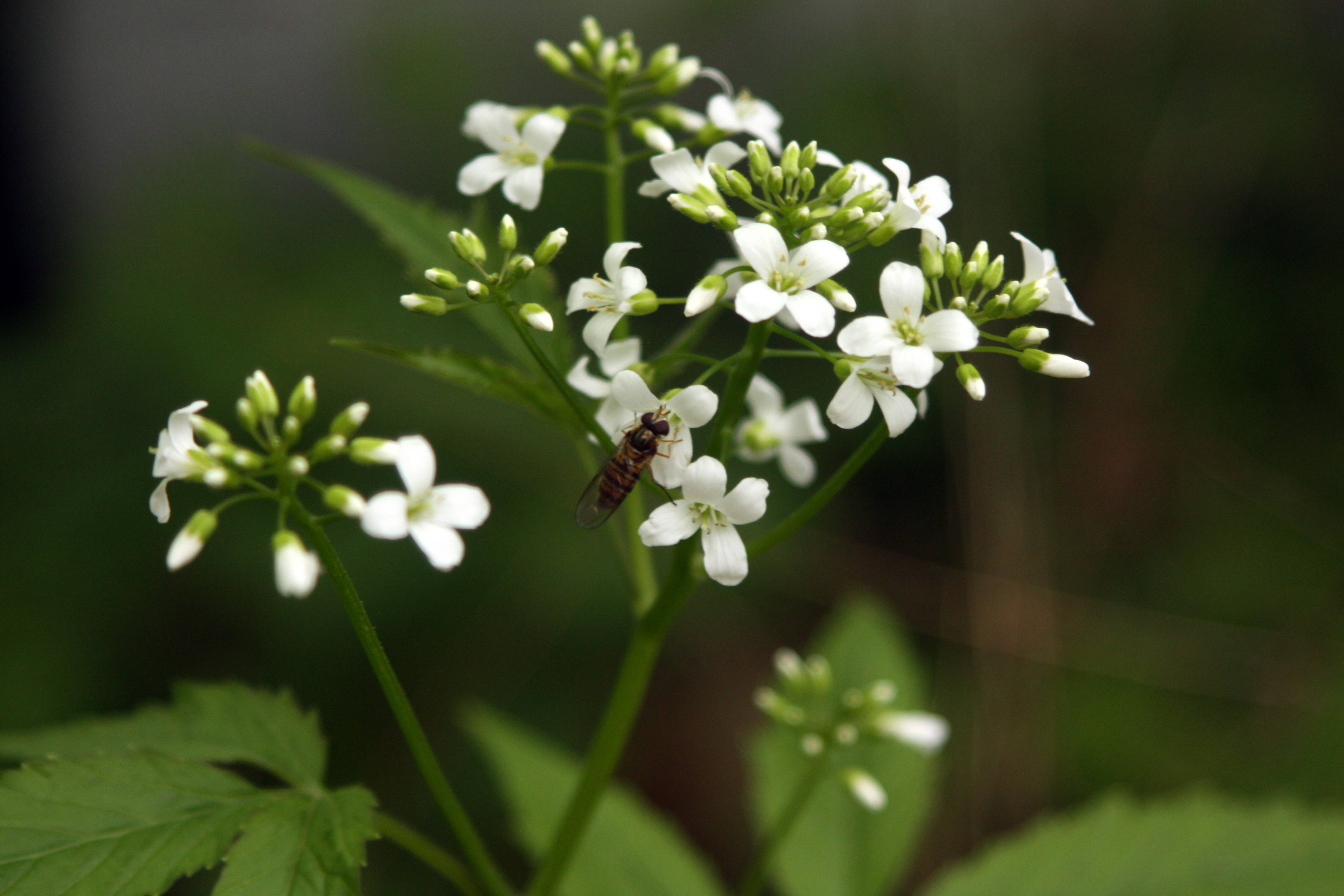
꽃
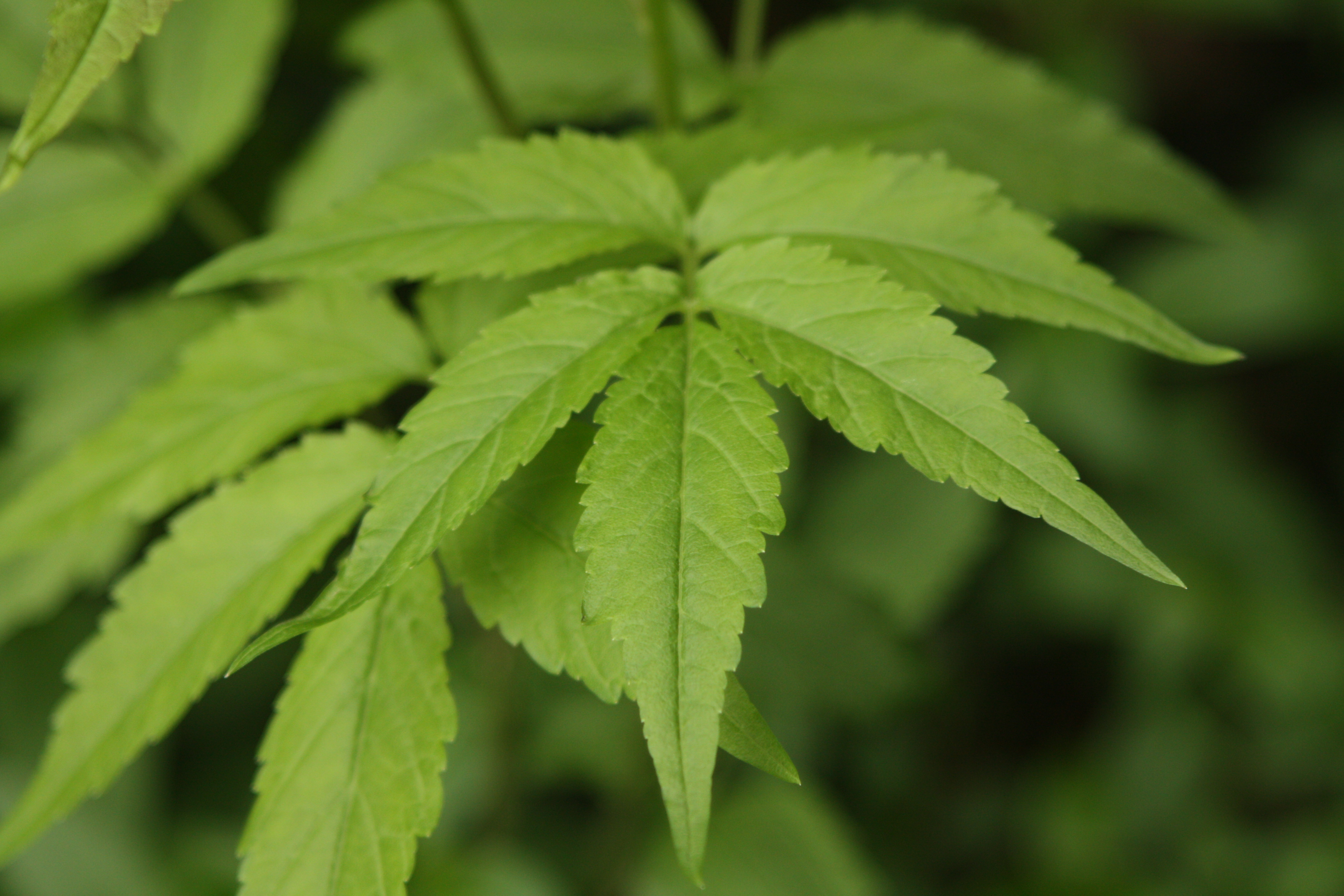
잎
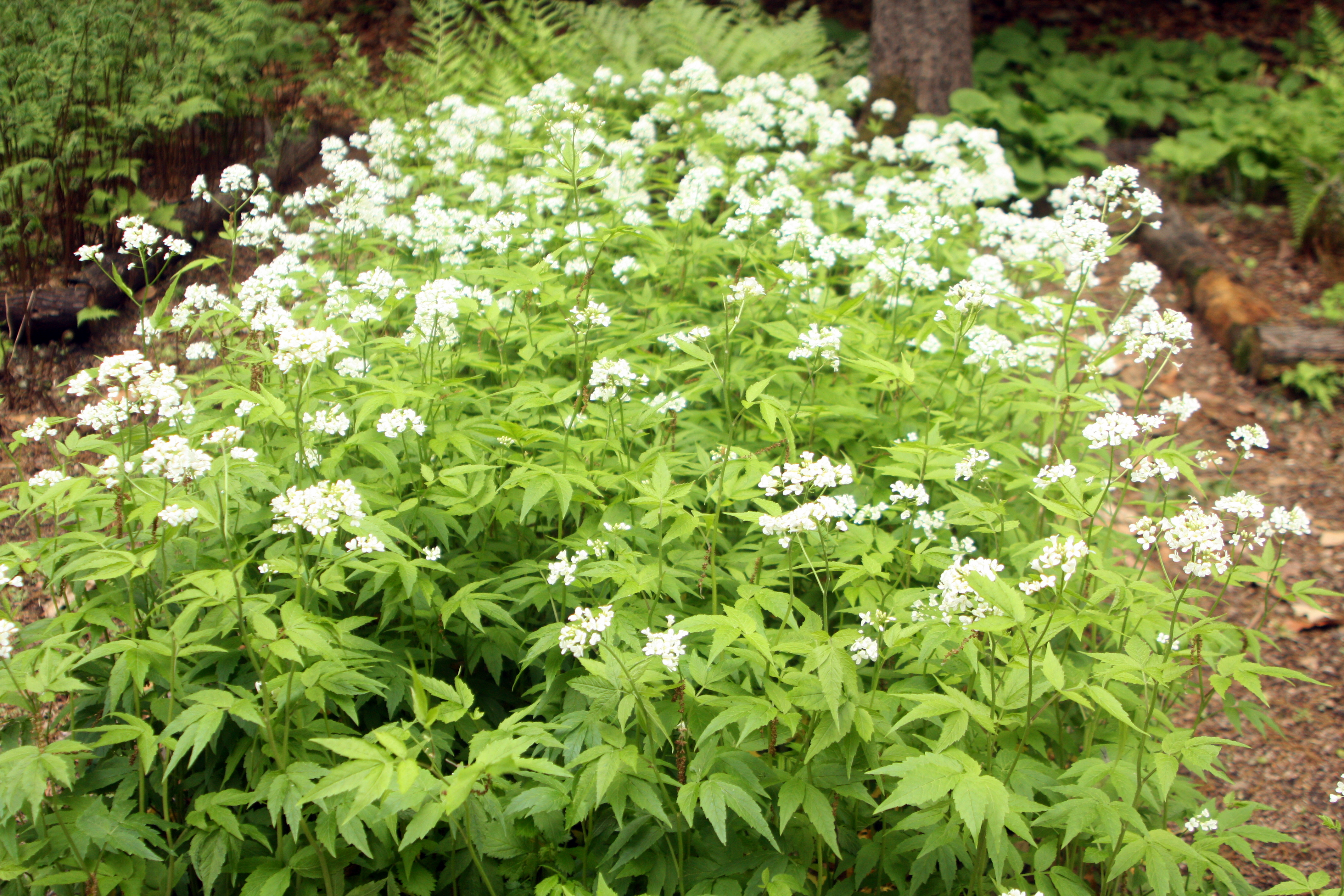
무리

## 참고 문헌
- 고경식; 김윤식. 《원색한국식물도감》. 아카데미서적.
- 이동혁 (2007). 《오감으로 찾는 우리 풀꽃》. 도서출판 이비컴. ISBN 978-89-89484-57-8.
- 풀베개